# Gloria Reuben
Pour les articles homonymes, voir Reuben.
Gloria Reuben est une actrice, productrice et chanteuse canadienne, née le 9 juin 1964 à Toronto, Canada.

## Biographie
Gloria Reuben est née le 9 juin 1964 à Toronto, Canada. Ses parents sont Pearl Avis (née Mills) une chanteuse d'opéra et Cyril George Reuben (1890 - 1977), un ingénieur.
Elle avait deux frères, David Reuben, décédé en 1988 et Denis Simpson (1950 - 2010).

### Vie privée
Elle a été mariée à Wayne Isaak de 1999 à 2003.

## Carrière
Elle commence sa carrière à la télévision en 1987 dans un épisode d'Alfred Hitchcock présente.
Elle débute au cinéma en 1989 dans Famille immédiate de Jonathan Kaplan.
En 1994, elle joue aux côtés de Jean-Claude Van Damme dans Timecop.
Entre 1995 et 2000, elle interprète l'assistante médicale Jeanie Boulet dans Urgences.
En 2003, elle obtient un rôle dans la série Missing : Disparus sans laisser de trace, jusqu'à l'année suivante.
En 2013, elle incarne dans la série Falling Skies le personnage de Marina Perlata, conseillère du président des Nouveaux États-Unis. Elle y retrouve, Noah Wyle avec qui elle avait tourné dans Urgences.
En 2015, elle tient un rôle secondaire dans Mr. Robot, jusqu'à la fin de la série en 2019.

## Filmographie

### Cinéma

#### Longs métrages
- 1989 : Famille immédiate (mmediate Family) de Jonathan Kaplan : Une infirmière
- 1992 : Wild Orchid II: Two Shades of Blue de Zalman King : Celeste
- 1993 : Shadowhunter de Joseph S. Cardone : Cayla
- 1994 : Timecop de Peter Hyams : Sarah Fielding
- 1995 : Meurtre en suspens (Nick of Time) de John Badham : Krista Brooks
- 1999 : Macbeth in Manhattan de Greg Lombardo : Claudia / Lady Macbeth
- 2000 : Pilgrim d'Harley Cokeliss : Vicky
- 2000 : Bad Faith de Randy Bradshaw : Lana Fuentes
- 2002 : Happy Here and Now de Michael Almereyda : Hannah
- 2005 : Kettle of Fish de Claudia Myers : Mindy
- 2006 : The Sentinel de Clark Johnson : Mme Merriweather
- 2008 : The Understudy de David Conolly et Hannah Davis : Greta
- 2012 : Lincoln de Steven Spielberg : Elizabeth Keckley
- 2013 : Admission de Paul Weitz : Corrinne
- 2014 : Game of Fear (Reasonable Doubt) de Peter Howitt : Détective Blake Kanon
- 2015 : Chemins croisés (The Longest Ride) de George Tillman Jr. : Adrienne Francis
- 2015 : Anesthesia de Tim Blake Nelson : Meredith
- 2016 : Jean of the Joneses de Stella Meghie : Janet Jones
- 2017 : Who We Are Now de Matthew Newton : Rebecca
- 2020 : The Jesus Rolls de John Turturro : La propriétaire
- 2022 : Firestarter : Capitaine Hollister

### Télévision

#### Séries télévisées
- 1987 : Alfred Hitchcock présente (Alfred Hitchcock Presents) : Pam
- 1989 : 21 Jump Street : Une ranger
- 1990 : Flash (The Flash) : Sabrina
- 1991 : L'equipée du Poney Express (The Young Riders) : Cassie Ellis
- 1991 : Les nouvelles aventures de Lassie (The New Lassie) : Roxane Stockton
- 1992 : The New WKRP in Cincinnati : Agent Louise Sullivan
- 1992 : The Round Table : Elsa
- 1992 : Rock 'n' love (The Heights) : Juliette
- 1993 : Les dessous de Palm Beach (Silk Stalkings) : Hattie Morgan
- 1995 : Homicide : Détective Theresa Walker
- 1995 - 1999 / 2008 : Urgences (ER) : Jeanie Boulet
- 2001 - 2002 : Espions d'État (The Agency) : Lisa Fabrizzi
- 2002 : Washington Police (The District) : Lisa Fabrizzi
- 2002 : New York, unité spéciale (Law and Order: Special Victims Unit) : Violet Tremain (saison 4, épisode 7)
- 2003 - 2004 : Missing : Disparus sans laisser de trace (Missing) : Brooke Haslett
- 2007 : New York, unité spéciale : cheffe du bureau Christine Danielson (saison 9, épisode 10)
- 2008 : Raising the Bar : Justice à Manhattan (Raising the Bar) : Rosalind Whitman
- 2010 : Drop Dead Diva : Professeur Kathy Miller
- 2010-2011 : New York, unité spéciale : cheffe du bureau Christine Danielson (saison 12, épisodes 4 et 14)
- 2013 : Falling Skies : Marina Perlata
- 2015 / 2017 : Blacklist (The Blacklist) : Dr Selma Orchard
- 2015 - 2019 : Mr. Robot : Krista Gordon
- 2016 : Saints & Sinners : Pamela Clayborne
- 2017 : Flynn Carson et les Nouveaux Aventuriers (The Librarians) : Jade Wells
- 2017 : The Breaks : Mattie Taylor
- 2018 : Cloak and Dagger : Adina Johnson
- 2018 : Blindspot : Kira Evans
- 2019 - 2022 : City on a Hill : Eloise Hastings
- 2021 : Blue Bloods : Rachel Weber
- 2022 : The First Lady : Valerie Jarrett
- 2022 : The Equalizer : Trish
- 2024 : Elsbeth : Claudia Payne

#### Téléfilms
- 1993 : Percy & Thunder d'Ivan Dixon : Suzanne
- 1994 : Deux coupables pour un crime (Confessions : Two Faces of Evil) de Gilbert Cates : Tanya Blackmon
- 1994 : Dead Air de Fred Walton : Judy
- 1995 : Amy et Johnny (Johnny's Girl) de John Kent Harrison : Monica
- 1998 : Le Prix de l'indiscrétion (Indiscreet) de Marc Bienstock : Eve Dodd
- 1999 : Deep in My Heart d'Anita W. Addison : Barbara Ann Williams
- 2000 : Le Secret du vol 353 (Sole Survivor) de Mikael Salomon : Rose Tucker
- 2001 : Les racines du destin (Feast of All Saints) de Peter Medak : Cecile Sainte Marie
- 2002 : L'enfant du passé (Little John) de Dick Lowry : Natalie Britain
- 2002 : Salem Witch Trials de Joseph Sargent : Tituba Indian
- 2007 : Life Support de Nelson George : Sandra
- 2011 : Jesse Stone : Innocences perdues (Jesse Stone : Innocents Lost) de Dick Lowry : Thelma Gleffey
- 2012 : Jesse Stone : Le bénéfice du doute (Jesse Stone : Benefit of the Doubt) de Robert Harmon : Thelma Gleffey
- 2013 : Betty and Coretta d'Yves Simoneau : Myrlie Evers
- 2014 : Le sourire du tueur (Happy Face Killer) de Rick Bota : Mélinda Gand
- 2015 : Jesse Stone : L'éventreur de Boston (Jesse Stone : Lost in Paradise) de Robert Harmon : Thelma Gleffey
- 2015 : La promesse de Jessica (The Music in Me) de John Bradshaw : Gloria
- 2018 : Les Noëls de ma vie (Every Day is Christmas) de David Weaver : Lydia Taylor
- 2021 : Torn from Her Arms d'Alan Jonsson : Ginger Thompson
- 2022 : A Second Chance at Love d'Alfons Adetuyi : Brenda Roberts

### Production
- 2006 : Padre Nuestro

## Voix francophones
En France, Brigitte Berges est la voix régulière de Gloria Reuben depuis 1996.